# ان.بی. پالمر (کلیپر)
ان.بی. پالمر (کلیپر) (به انگلیسی: N.B. Palmer (clipper)) یک کشتی است که طول آن 202 ft. 6 in. می‌باشد. این کشتی در سال ۱۸۵۱ ساخته شد.